# Carl Schenstrøm
Carl Schenstrøm (né le 13 novembre 1881 à Copenhague et mort le 10 avril 1942  dans la même ville) est un acteur danois. Il est essentiellement connu pour sa participation au duo comique Doublepatte et Patachon.

## Filmographie partielle
- 1911 : La Traite des Blanches (2e série), d'August Blom
- 1911 : Mormonens offer, d'August Blom
- 1912 : Vampyrdanserinden, d'August Blom
- 1915 : Trold kan tæmmes, de Holger-Madsen
- 1918 : Le Chat botté (Mästerkatten i stövlar), de John W. Brunius
- 1924 : Le Dernier des hommes (Der Letzte Mann), de Friedrich Wilhelm Murnau
- 1925 : Vagabonds à Vienne (Vagabonder i Wien), de Hans Otto Löwenstein
- 1929 : Doublepatte et Patachon magiciens (The Rocket Bus), de W. P. Kellino

## Lienx externes
- Ressources relatives à l'audiovisuel :   - Allociné
  - Filmportal
  - IMDb
- Notices dans des dictionnaires ou encyclopédies généralistes :   - Dansk biografisk leksikon
  - Den Store Danske Encyklopædi
  - Deutsche Biographie
  - Nationalencyklopedin
- Notices d'autorité :   - VIAF
  - ISNI
  - BnF (données)
  - LCCN
  - GND
  - Pologne
  - WorldCat
- (en) Courte biographie